# 同形詞
同形詞（英語：Homograph），又称同形异义词，指寫法相同，但意義不同的詞語。
例如英文的「bear」當作為名詞時解作「熊」，但當作為動詞時則解作「忍受」或「揹着」。從前香港的新聞界，將皇家馬德里（Real Madrid）譯作「真馬德里」，就是因為把西班牙文的real等同於英文的real，不知道西班牙文有兩個real，一個來自原始印歐語的詞根*reg-（意即「統治」），解「皇家」，和英語regal是同源詞；一個來自拉丁文的res（意即「事物」），解「真」，和英語real是同源詞。西班牙语的兩詞只是拼法相同，語源、意義皆不相同。

## 同形詞和多義詞的區別
同形詞和多義詞的共同點在於都是一個詞有多個意義。但區別在於，多義詞的每個意義都是由同一個意義派生出來的多種意義；而同形詞的多個意義是由兩個甚至更多詞由於歷史發展等各種原因，寫法碰巧混同成了一種寫法，而並沒有詞源上的聯繫。作為非語言學家，想要準確判斷一個詞彙是同形詞和多義詞並不容易，特別是相近的意義，常常需要借助專門的詞源詞典。比如在英語維基詞典中，一個詞中有多個詞源（Etymology）的條目屬於同形詞，而同一個詞源下有多個條目的屬於多義詞。
一個詞彙可能同時即是同形詞也是多義詞，但如果只有一種意義，則兩者都不是。
比如英語的bear，有“熊”、“背著”、“忍受”等意義。其中“熊”的意義來自於古英語bera，而“背著”的意義則是來自於古英語beran。這兩個在古英語不同的詞彙，在現代英語中碰巧混同成了一個詞bear，由此讓這個詞成為了同形詞。而“背著”的含義衍生出了“忍受”的意義，讓這個詞同時也成為了多義詞。

## 另見
- 同音词
- 同义词
- 偽友